# Mello (Death Note)
Mihael Keehl (ミハエル・ケール, Mihaeru Kēru) Keehl (en japonès:ミハエル・ケール, en hepburn: Mihaeru Kēru), conegut globalment pel monònim Mello (メロ, Mero), és una personatge fictici del manga Death Note, creat per Tsugumi Ohba i Takeshi Obata.      S'introdueix Mello al costat de Near com a possible substitut de L Lawliet. Tant Mello com Near van créixer a la Casa Wammy, un orfenat establert per Watari, l'ajudant de L. Tanmateix, Mello refusa treballar conjuntament amb Near en la captura de l'assassí sobrenomenat "Kira". En el transcurs de la sèrie, s'uneix a la màfia, obté una Death Note, causa la mort d'algunes persones, i mor abans de poder difondre la identitat de Kira. Mello també ha aparegut en altres formats i mitjans de comunicació des de sèries, fins a videojocs, i passant per novel·les lleugeres.
El personatge de Mello va ser creat, juntament amb Near, per trencar el cicle sense fi de la confrontació entre el detectiu L i en Light Yagami (persona darrere Kira). Tant Mello com Near van ser dissenyats després de L, i inicialment estaven pensats com a fills bessons de L. Finalment, aquesta idea i la seva caracterització es va desestimar. Nozomu Sasaki dona veu al personatge en la sèrie d'anime japonesa i Manel Gimeno en l'adaptació catalana. S'ha creat diferent tipus de marxandatge del personatge com ninots de peluix i figures d'acció. Mello El personatge ha rebut crítiques positives i negatius en publicacions de mangues i animes.

## Mort
Assassinat per:
- Soichiro Yagami (causat indirectament)

Soichiro Yagami amb els ulls de Shinigami va llegir el nom real de Mello. Light va sentir el nom de Mello
- El mateix (causat)

Mello segresta en Takada perquè en Mikami escrigui el seu nom a la llibreta real.
- Light Yagami (causat)

Light revela el nom real de Mello a Takada.
- Kiyomi Takada

Takada veu la cara de Mello i, sabent el nom, l'escriu en un paper de Death Note.